# Thionville
Thionville (německy Diedenhofen) je město v severovýchodní Francii v regionu Grand Est v departementu Moselle. Žije zde přibližně 43 tisíc obyvatel. Leží na levém břehu řeky Mosela. 

## Historie
Město bylo založeno již za vlády Merovejovců. Po pádu Západořímské říše bylo obýváno Alamany. Ve městě se nachází císařský hrad postavený pro Pipina III. Krátkého.

## Sousední obce
- Algrange
- Basse-Ham
- Entrange
- Escherange
- Cattenom
- Hayange
- Hettange-Grande
- Florange
- Illange
- Manom
- Nilvange
- Terville
- Yutz